# Natalia Zylberlast-Zand
Natalia Zylberlast-Zand (Zandowa, Zylberlastówna, Zylberlast) (ur. 28 marca 1883 w Warszawie lub Okradzinowie, wsi koło Sławkowa, zm. ok. 12 sierpnia 1942 w Warszawie) – polska lekarka neurolog i psychiatra. W 1928 roku była nominowana do nagrody Ellen Richards amerykańskiego stowarzyszenia „Association to aid scientific research by women” jako wybitna kobieta zajmująca się nauką i pracami eksperymentalnymi. Zajmowała się też psychoanalizą, psychologią i pedagogiką; m.in. wpływem muzyki na pamięć słuchową i badaniami rozwoju umysłowego u dzieci.

## Życiorys
Córka kupca Dawida Zylberlasta (Silberlasta) (zm. 18 listopada 1913 w wieku 78 lat) i Emilii z Batawiów (zm. 28 grudnia 1904). Jej siostrami były Julia Szliferstein (ur. 1897-?),  Regina (Rega) Kon (zm. 5.05.1941 w Warszawie) i Paulina Gurtzman (ur. 1873, zm. 1946; patrz też Jan Gurtzman). Natalia Zand miała też brata Alfreda Niemirskiego (ur. 1879, zm. po 1938), który zmienił nazwisko rodowe na Niemirski i był reżyserem oraz producentem filmowym.

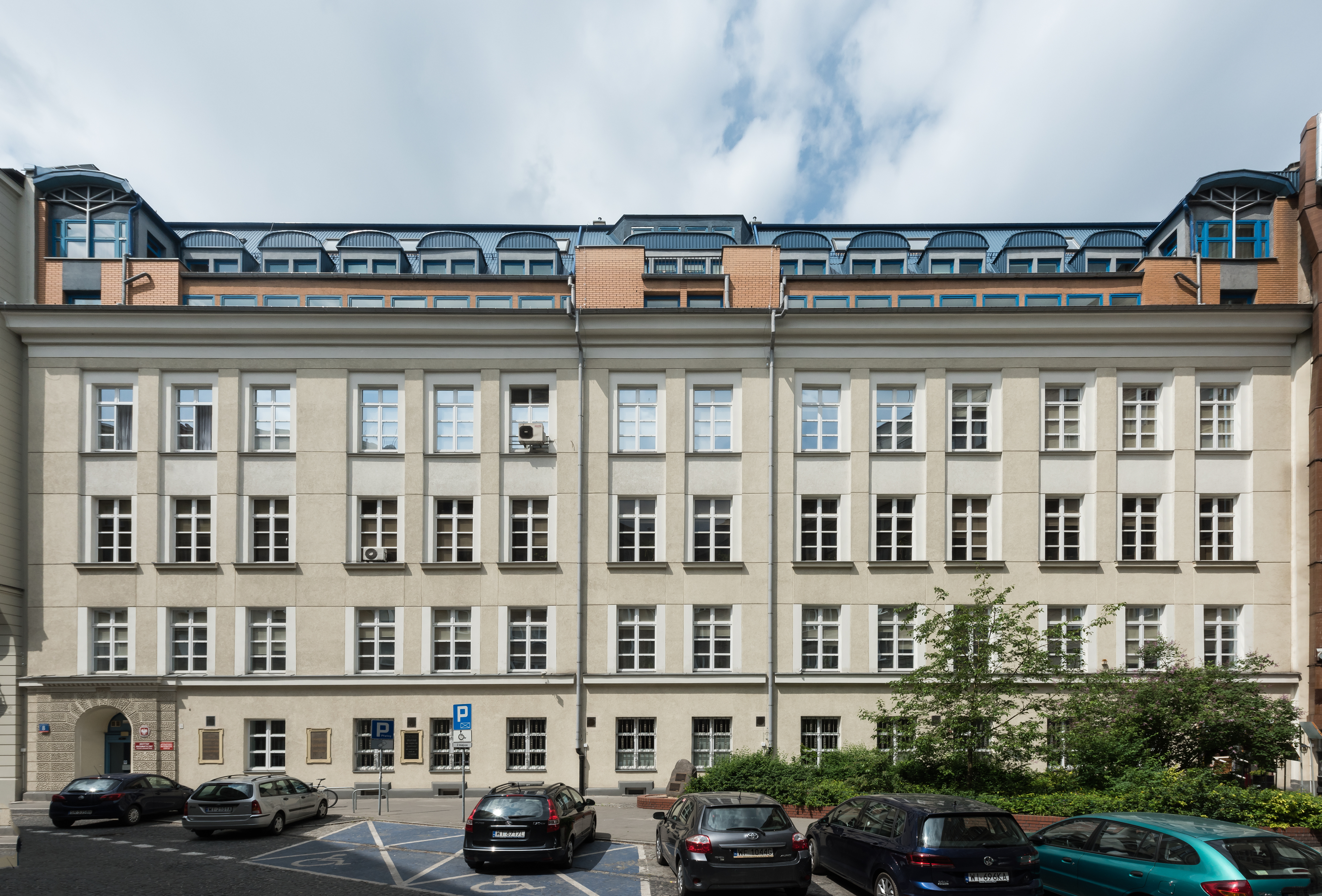
Była siedziba Towarzystwa Naukowego Warszawskiego i Pracowni Neurobiologicznej gdzie pracowała Natalia Zand.

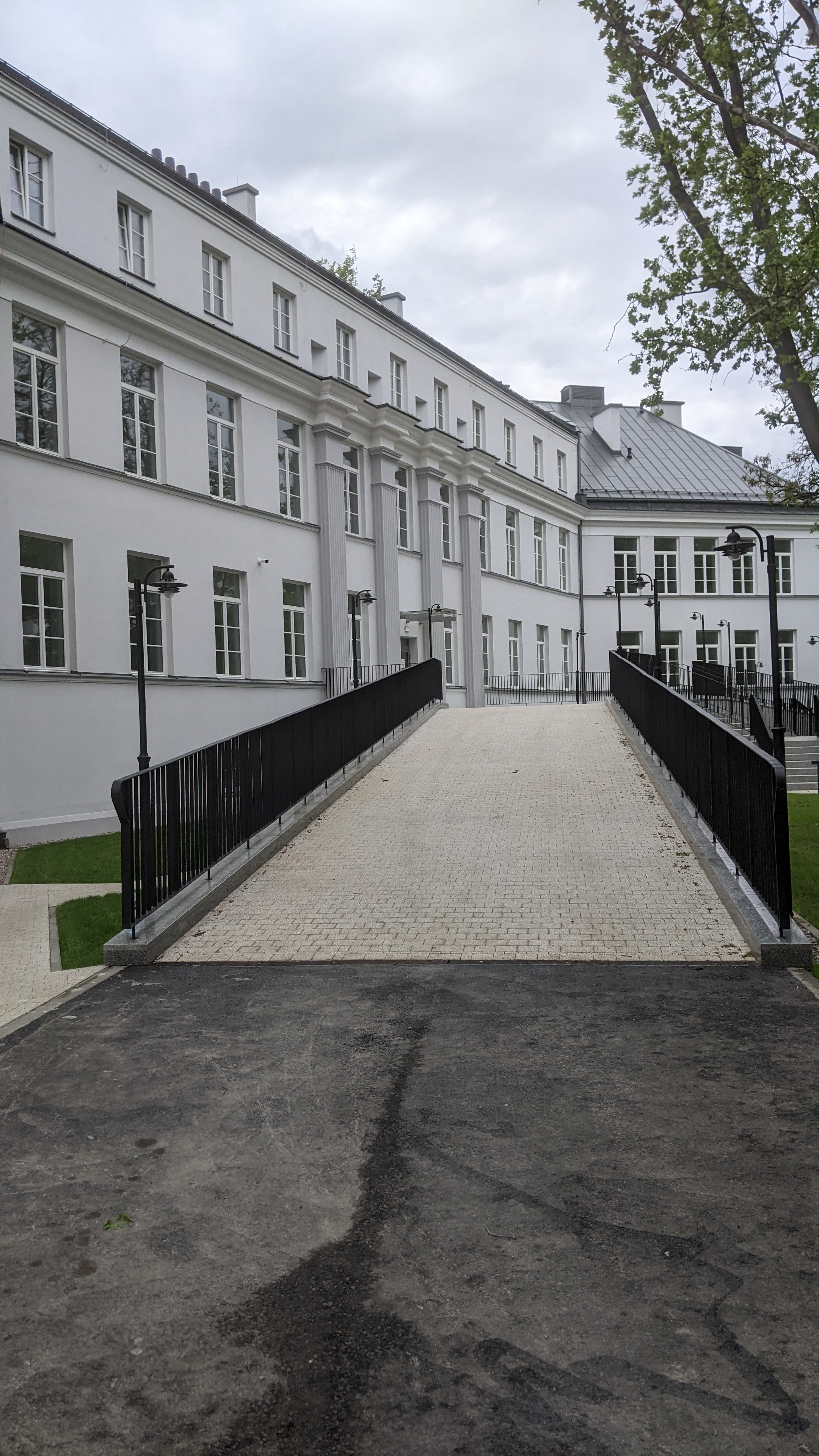
Instytut Patologiczny w byłym Szpitalu Starozakonnych w Warszawie. W tym szpitalu Natalia Zandowa pracowała na oddziale Edwarda Flataua.

Ukończyła II Gimnazjum żeńskie w Warszawie w 1899 roku. Od jesieni 1900 studiowała medycynę na Uniwersytecie Genewskim, zdała egzaminy końcowe w 1906 roku, uzyskując dyplom lekarski w Genewie 20 kwietnia 1907 na podstawie rozprawy Un cas de leucémie myéloïde chez un enfant de neuf mois, przygotowanej pod kierunkiem Edouarda Martina.
W tym okresie poznała Klementynę (Inę) Jezierską (1880-1972), jej wieloletnią późniejszą przyjaciółkę. Przez córki Klementyny Natalia Zand była nazywana „Ciocia Nata”. W tym okresie poznała też Wandę Oppman (ur. 1881), siostrę stryjeczną Artura Oppmana. Natalia w 1902 roku mieszkała w Genewie przy ulicy Hugo-de-Senger 6.
W 1907 roku dyplom nostryfikowała (zdała egzamin państwowy) na Uniwersytecie Charkowskim. Od 1907 roku związana z oddziałem neurologicznym Edwarda Flataua w Szpitalu Starozakonnych na Czystem, gdzie pracowała jako pierwszy asystent przez przynajmniej 17 lat oraz 4 lata na oddziale chorób nerwowych. Uważała Flataua za swojego nauczyciela.
W 1909 roku pracowała w szpitalu psychiatrycznym Kochanówka pod Łodzią, gdzie była pod wpływem psychiatry Antoniego Mikulskiego.
Od 1910 pracowała też w laboratorium neurobiologicznym Towarzystwa Naukowego Warszawskiego (obecnie jest to budynek Instytutu Matematycznego Polskiej Akademii Nauk na Śniadeckich 8), kierowanym przez Edwarda Flataua. Dawała porady na temat wychowania dzieci w Uniwersytecie dla Wszystkich w ramach Sekcji Pedagogicznej. W 1909 roku pracowała w Szpitalu Kochanówka pod Łodzią u Antoniego Feliksa Mikulskiego.
Należała do Polskiego Towarzystwa Psychiatrycznego. Na zjeździe psychiatrów polskich w Lublinie i Chełmie w 1936 roku wygłosiła referat „O potrzebie przystąpienia do Międzynarodowej Ligi Opieki nad Chorymi padaczkowymi”.
Natalia Zandowa była jedną z założycieli Instytutu Neurobiologicznego im. Edwarda Flataua, który działał do wojny na Puławskiej 41 w mieszkaniu numer 9. Pięć lat po śmierci Flataua, w 1937 roku, w tym lokalu odbyła się pierwsza sesja naukowa, na której jego uczniowie wygłosili szereg przemówień. Materiały te zostały później wydrukowane w Warszawskim Czasopiśmie Lekarskim. Zandowa wygłosiła wtedy referat o badaniach eksperymentalnych i nauczaniu Edwarda Flataua.
Jeszcze w czerwcu 1939 pojawiła się publikacja z akredytacją Warszawskiego Instytutu Neurobiologicznego, ale po wojnie instytucja ta już nie działała.

## Okupacja
W relacji Janiny Skąpskiej(1914-2002) Natalia Zand podczas oblężenia Warszawy w 1939 roku pracowała w Szpitalu Wojskowym Ujazdowskim. Mieszkała wtedy na rogu Matejki i Alej Ujazdowskich.
Latem 1941 roku mieszkała w swojej wilii w Sulejówku.
Przypuszczalnie z początkiem 1942 roku zamieszkała w getcie warszawskim, gdzie kontynuowała pracę lekarza. Współpracowała z Januszem Korczakiem w Głównym Domu Schronienia (potocznie nazywanym Domem Podrzutków) na Dzielnej 39. Ludwik Hirszfeld pisał: „Było to piekło na ziemi. […] Przy wejściu uderzał zapach kału i moczu. Niemowlęta leżały zanieczyszczone, pieluch nie było, zimą mocz zamarzał i na tym lodzie leżały zamrożone trupki. Dzieci nieco starsze siedziały po całych dniach na podłodze lub ławeczkach, kiwały się monotonnie, jak zwierzęta, żyły od posiłku do posiłku, oczekując marnej, zbyt marnej strawy. Szalał dur plamisty, czerwonka. Lekarze nie byli złymi ludźmi, ale nie potrafili opanować niesłychanego złodziejstwa personelu żerującego na tej nędzy”.
Janusz Korczak na ręce Natalii Zylberlast-Zandowej, złożył 2 kwietnia 1942 roku list do dzieci, w którym deklarował, że pamięta o nich i dobrze im życzy. Wspominał także poprzedni dzień, kiedy mimo formalnego zwolnienia był jednak na Dzielnej 39. Natalia Zand organizowała kolonie dla żydowskich dzieci. Kierowała także lecznicą przy ul. Elektoralnej 32. Leczyła wychowanków „Domu Sierot” Janusza Korczaka jako członek towarzystwa „Pomoc dla Sierot” (ta organizacja działała w latach 1907–1942).
Natalia Zand uciekła z getta przypuszczalnie pod koniec lipca 1942 roku i z trudem udało się jej wymknąć tropiącym ją szmalcownikom. Zamieszkała wtedy u Zofii Garlickiej na ulicy Topolowej 8 (obecnie Aleja Niepodległości 216) a Stanisław Jankowski wyrobił jej niezbędne papiery. 11 sierpnia 1942 roku po południu Zofia Garlicka, jej córka Zofia Jankowska, Natalia Zand, oraz zbiegli jeńcy Cope Christopher Silverwood „Kit” oraz John Arison Crawford zostali aresztowani przez gestapo i zawieziono ich do więzienia na Pawiaku; wg tej relacji Natalię Zand zastrzelono natychmiast lub po kilku dniach. Inny opis tego wydarzenia jest podany u Glińskiego. Po wojnie Julia Szliferstein, wnioskowała o uznanie za zmarłą swoją siostrę Natalię Zand i podała, że w nocy z 23 na 24 września 1942 roku Natalia Zand została wywieziona na Pawiak.
W relacji Rafała Skąpskiego Natalia była, przez pewien czas, pod urokiem Janusza Korczaka.
Jej mężem był Maksymilian Zand (1876–1932), działacz socjalistyczny. Przypuszczalnie ślub nastąpił około 1919 roku, kiedy zmieniła nazwisko w publikacjach.
Eufemiusz Herman we wspomnieniu pośmiertnym pisał o niej:

„Niezwykle pracowita, dokładna i sumienna w swoich badaniach, żywiołowo i z temperamentem traktująca wszystkie zagadnienia w danej chwili będące w kręgu jej zainteresowań, bezkompromisowa, jeśli chodziło o wyświetlenie prawdy jakiegoś zjawiska lub jeśli sprawa dotyczyła poglądów jej na daną kwestię, uważna i troskliwa w stosunku do chorych, brała czynny udział w życiu społecznym i naukowo-lekarskim ówczesnej Warszawy”.

We wspomnieniach Janiny Skąpskiej:

Ciocia Nata była niedużą brunetką o zdecydowanych ruchach i poglądach, lecz nie sentymentalna i małostkowa [...] była ceniona przez swoich pacjentów i często po zakończeniu kuracji pozostawała z nimi w przyjacielskich kontaktach.

W 1938 roku mieszkała pod adresem Aleje Ujazdowskie 18/14.

## Zrzeszenie Lekarek Polskich
We wrześniu 1925 roku w Warszawie, wraz z Balbiną Biszchofswerder, Justyną Budzińską-Tylicką, i Zofią Garlicką, była założycielką Zrzeszenia Lekarek Polskich. Organizacja była członkiem Medical Womens Internationale Association (MWIA), międzynarodowego stowarzyszenia, które powstało w 1919 roku. Głównym celem organizacji było działanie społeczne, naukowe i propagandowe mające na celu zawodową, naukową i towarzyską aktywizację lekarek. Do zadań stowarzyszenia należała opieka nad matką i dzieckiem, inicjowanie badań nad zdrowiem kobiet, dbałość o wychowanie fizyczne i higienę szkolną dziewcząt, ochrona pracy kobiet i nieletnich oraz walka z gruźlicą, alkoholizmem, prostytucją i chorobami wenerycznymi. Zrzeszenie organizowało samopomoc zawodową, moralną i materialną. W 1933 roku dała wywiad na temat sytuacji kobiet lekarek w Warszawie (było ich wtedy około 500). W 1937 roku była delegatką na zjazd Międzynarodowego Stowarzyszenia Lekarek w Edynburgu, a w lutym 1938 roku opisywała swoje impresje z tego kongresu w Kurjerze Warszawskim.

## Dorobek naukowy
Opublikowała około 100 prac w językach polskim, francuskim i niemieckim, w tym monografię poświęconą splotowi naczyniówkowemu (Choroid plexus). Do francuskiego wydania pracy przedmowę napisał Gustave Roussy. Zajmowała się m.in. śpiączkowym zapaleniem mózgu, szlakami piramidowymi, dolnymi oliwkami, splotem naczyniówkowym komór mózgu i sztywnością odmóżdżeniową. Wykazała, że zapalenie opon u chorych z gruźlicą narządową odznacza się innym przebiegiem. Podała trzy postacie odczynu opon na zakażenie gruźlicze w 1921 roku, wspólnie z Flatauem. Jako pierwsza opisała odruch oczno-palcowy w parkinsonizmie pośpiączkowym. Lista prac Natalii Zand znajduje się w oddzielnym haśle Dzieła Natalii Zylberlast-Zandowej.

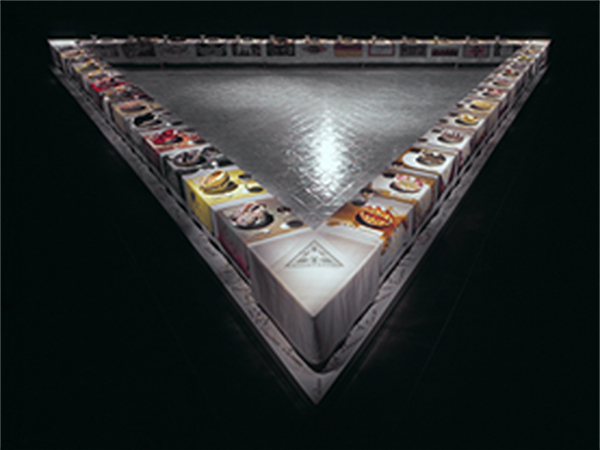
„The Dinner Party” Judy Chicago. Jedna z płytek poświęcona jest Natalii Zand

## Dorobek literacki i odbiór społeczny
Pod pseudonimem Maria Quieta wydała powieść Nowa legenda: o tem jak być mogło, a może i było. Książka ta jest dostępna online. „Nowa Legenda” to powieść pełna refleksji nad ludzką duchowością i poszukiwaniem sensu życia napisana po śmierci w 1932 roku jej męża Maksymiliana Zanda i Edwarda Flataua.
Publikowała w „Kobiecie Współczesnej” swoje impresje z podróży do Hiszpanii.
Natalia Zand była postrzegana w okresie międzywojennym jako wybitna kobieta zajmująca się nauką i pracami eksperymentalnymi. W 1928 roku była nominowana, wraz z Józefą Joteyko oraz Jadwigą Wołoszyńską, do nagrody Ellen Richards (pierwsza kobieta przyjęta do MIT), amerykańskiego stowarzyszenia „Association to aid scientific research by women”. Nominacje były zaproponowane przez Stowarzyszenie Kobiet z Wyższem Wykształceniem w Warszawie. W 1921 roku nagrodę tę otrzymała Maria Skłodowska.

## W literaturze i sztuce
W opowiadaniu Marii Dąbrowskiej „W piękny letni poranek” opisywane są wydarzenia
z 11 sierpnia 1942 roku. W tym opowiadaniu Natalia Zand to Zofia Nussenowa, Zofia Garlicka to Alicja Świacka, Maria Dąbrowska to Józef Tomyski.
Rafał Skąpski opisuje Natalię Zand w książce „Panny z Genewy” i publikuje jej 4 zdjęcia.
Pisze, że Ciocia Nata (Natalia Zand) była często wspominana w opowieściach rodzinnych, ale nigdy w obecności jego babci Klementyny Sągajłło (1880-1972), która zbyt mocno przeżywała śmierć przyjaciółki jeszcze z okresu studiów w Genewie.
Judy Chicago poświęciła jej inskrypcję na trójkątnych płytkach podłogowych „Heritage Floor” swojej instalacji „The Dinner Party”. Porcelanowe płytki oznaczone imieniem Nathalie Zand są przypisane do miejsca z nakryciem dla Elizabeth Blackwell (1821-1910, pierwsza kobieta w USA, która skończyła uczelnię medyczną).